# نسرين أمين
نسرين أمين (9 مارس 1984 -)، ممثلة مصرية 

## حياتها
درست الفنون التطبيقية قسم دعاية وإعلان في جامعة حلوان ولكن حبها الشديد للتمثيل جعلها تنتسب إلى «استوديو الممثل» وتتبع ورشات تمثيل. المخرج يسري نصر الله هو أول من اكتشف موهبتها الفنية وقدمها في فيلم «احكي يا شهرزاد» مع الفنانة منى زكي عام 2009.

## أعمالها

### الأفلام
2022 : واحد تاني
- 2008: قبلات مسروقة
- 2009: احكي يا شهرزاد
- 2015: زنقة ستات
- 2015: شد أجزاء
- 2015: ولاد رزق
- 2015: الليلة الكبيرة
- 2016: شكة دبوس
- 2016: حملة فريزر
- 2016: عشان خارجين
- 2016: حسن وبقلظ
- 2017: على وضعك
- 2018: رغدة متوحشة
- 2018: سوق الجمعة[3]
- 2019: ولاد رزق 2
- 2024: وقت إضافي
- 2024:ولاد رزق 3

### المسلسلات
- 2009: 6 ميدان التحرير
- 2011: أبواب الخوف
- 2012: شربات لوز
- 2013: آسيا
- 2013: بنت اسمها ذات
- 2013: نكدب لو قلنا ما بنحبش
- 2014: أنا عشقت
- 2014: عد تنازلي
- 2014: السبع وصايا
- 2014: سجن النسا
- 2015: من الجاني
- 2015: بين السرايات
- 2015: ألوان الطيف
- 2015: البيوت أسرار
- 2016: الأسطورة[4][5]
- 2016: أزمة نسب
- 2017: عائلة زيزو[6][7]
- 2017: خلصانة بشياكة
- 2018: ممنوع الاقتراب أو التصوير
- 2018: عزمي وأشجان
- 2018: الشارع اللي ورانا
- 2019: نصيبي وقسمتك 3
- 2019: شقة فيصل
- 2019: زلزال
- 2020: لما كنا صغيرين
- 2020: العمارة
- 2024: بابا جه
- 2025: العتاولة 2
- 2025: حرب الجبالي

### البرامج
- 2017: بيومي أفندي 2
- 2017: هاني هز الجبل
- 2017: رامز تحت الأرض
- 2018: أنا وبنتي
- 2020: هزر فزر
- 2020: خلي بالك من فيفي
- 2024: رامز جاب من الأخر

## وصلات خارجية
- نسرين أمين على موقع IMDb (الإنجليزية)
- نسرين أمين على موقع الدهليز
- نسرين أمين على موقع قاعدة بيانات الأفلام العربية
- نسرين أمين على موقع قاعدة بيانات الفيلم (الإنجليزية)